# Passa
Passa (catalansk: Paçà) er en by og kommune i departementet Pyrénées-Orientales i Sydfrankrig.

## Geografi
Passa ligger 18 km sydvest for Perpignan. Nærmeste byer er mod vest Fourques (4 km), mod nord Trouillas (4 km), mod nordvest Villemolaque (3 km) og mod sydøst Tresserre (3 km).

## Demografi

### Udvikling i folketal
| 1962                                                              | 1968 | 1975 | 1982 | 1990 | 1999 | 2007 | 2013 | 2017 |
| ----------------------------------------------------------------- | ---- | ---- | ---- | ---- | ---- | ---- | ---- | ---- |
| 475                                                               | 468  | 406  | 435  | 487  | 569  | 685  | 683  | 820  |
| Tal fra og med 1962 er uden dobbelttælling (sans doubles comptes) |      |      |      |      |      |      |      |      |